# The Journey (911)
The Journey è il primo album in studio del gruppo pop britannico 911, pubblicato nel 1997.

## Tracce
1. Don't Make Me Wait – 4:21
2. Bodyshakin' – 3:47
3. Can't Stop – 4:07
4. The Day We Find Love – 4:52
5. Our Last Goodbye – 4:37
6. Night to Remember – 4:00
7. Take Good Care – 4:12
8. Love Sensation – 3:43
9. One More Try – 4:32
10. The Swing – 4:13
11. Rhythm of the Night – 3:42
12. The Journey – 4:47